# Czernecza Słoboda
Czernecza Słoboda (ukr. Чернеча Слобода) – wieś na Ukrainie, w obwodzie sumskim, w rejonie konotopskim, w hromadzie Dubowjaziwka. W 2001 liczyła 1702 mieszkańców, spośród których 1677 wskazało jako ojczysty język ukraiński, 24 rosyjski, a 1 osoba się nie zadeklarowała.